# Staniszewo, Warmińsko-Mazurskie
Staniszewo [staniˈʂɛvɔ] (tiếng Đức: Albertinhausen)  là một ngôi làng thuộc khu hành chính của Gmina Barciany, thuộc huyện Kętrzyński, Warmińsko-Mazurskie, ở phía bắc Ba Lan, gần biên giới với tỉnh Kaliningrad của Nga.
Trước năm 1945, khu vực này là một phần của Đức (Đông Phổ).